# Jacquemart Giélée
Pour les articles homonymes, voir Jacquemart (homonymie).

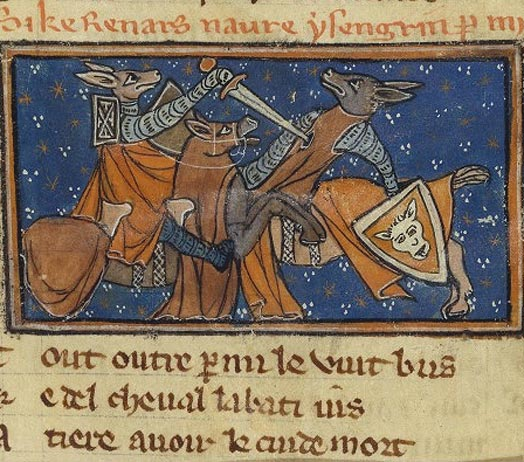
Enluminure du manuscrit 1581, f. 6 verso, de la Bibliothèque nationale de France, Paris

Jacquemart Giélée (souvent écrit Gielée) est un poète du Moyen Âge né à Lille.
Il écrit vers 1288 une suite au Roman de Renart, Renart le Nouvel, de plus de 8000 vers : ce poème moralisé, aux accents satiriques, met en scène la lutte entre Noble, le lion, et Renart, aboutissant
au triomphe du Mal ; c'est une allégorie sur la société de l'époque.
La  rue Jacquemars-Giélée du centre de Lille porte son nom, orthographié Jacquemars Giélée.